# International Cultural Youth Exchange
International Cultural Youth Exchange (Abk. ICYE, zu deutsch „Internationaler Jugend- und Kulturaustausch“, vormals International Christian Youth Exchange) ist eine nicht-gewinnorientierte Organisation, die in allen fünf Kontinenten Austauschprogramme durchführt. Die Teilnehmenden leben und arbeiten wahlweise ein halbes oder ganzes Jahr in einem ausgewählten Gastland und unterstützen dort ehrenamtlich lokale Projekte.

## Geschichte
Die Organisation wurde nach dem Zweiten Weltkrieg als bilaterale Friedensaktion zwischen Deutschland und den Vereinigten Staaten von der Religionsgemeinschaft der Brethren gegründet. 1957 wurde daraus der International Christian Youth Exchange, der von mehreren protestantischen Kirchen getragen wurde. 1958 wurden weitere Länder in das bis dahin bilaterale Jugendaustauschprojekt einbezogen. Heute gehören dem Netzwerk 34 Länder auf fünf Kontinenten an. Die nichtstaatliche Organisation ist seit 1987 von den Vereinten Nationen als friedensstiftende Organisation anerkannt.

## Austauschprogramm
Am Programm teilnehmen können Jugendliche ab 16 Jahren. Im Herbst und im Winter finden zwei Vorbereitungsseminare statt. Im Frühsommer werden einige Formalitäten erledigt, im August findet der Austausch statt. Die Teilnehmer wohnen in der Regel im Zielland in einer Gastfamilie.

## Gegenseitigkeit
Der Austausch ist gegenseitig. Jedes ICYE-Land nimmt also gleich viele ausländische Jugendliche auf, wie es eigenen Landsleuten einen Aufenthalt im Ausland ermöglicht. Jeder Ausgetauschte wird daher aufgefordert, einen Platz in einer Familie oder Wohngemeinschaft in seinem Heimatland zu finden. Jeder gut funktionierende Haushalt kann einen Austauscher aufnehmen. Das nationale Komitee besucht jede Familie oder Wohngemeinschaft, um die Eignung zu prüfen.